# Thomas E. Ackerman
Pour les articles homonymes, voir Ackerman.
Thomas Edward Ackerman, né à Cedar Rapids dans l'Iowa le 14 septembre 1948, est un directeur de la photographie américain.

## Biographie
Il étudie à l'université de l'Iowa et se forme au métier de directeur de la photographie avec Charles Guggenheim à partir de 1968. Il sert dans l'US Air Force pendant la guerre du Viêt Nam puis s'installe à Los Angeles en 1978 pour créer une compagnie de production. Il se consacre exclusivement à la prise de vues à partir de 1979. Il fait partie de l'American Society of Cinematographers.

## Filmographie
- 1982 : Foxfire Light, d'Allen Baron
- 1984 : Frankenweenie (court-métrage), de Tim Burton
- 1985 : School Girls, d'Alan Metter
- 1986 : À fond la fac, d'Alan Metter
- 1988 : Beetlejuice, de Tim Burton
- 1988 : Moonwalker, de Jerry Kramer, Jim Blashfield et Colin Chilvers
- 1989 : Le sapin a les boules (Christmas Vacation), de Jeremiah S. Chechik
- 1993 : Denis la Malice, de Nick Castle
- 1994 : Bébé part en vadrouille, de Patrick Read Johnson
- 1995 : Jumanji, de Joe Johnston
- 1997 : George de la jungle, de Sam Weisman
- 1999 : Mon Martien bien-aimé, de Donald Petrie
- 1999 : La Muse, d'Albert Brooks
- 2000 : Une blonde en cavale, de Stephen Metcalfe
- 2000 : Les Aventures de Rocky et Bullwinkle, de Des McAnuff
- 2001 : Cash Express (Rat Race), de Jerry Zucker
- 2002 : Chiens des neiges, de Brian Levant
- 2003 : Dickie Roberts, ex enfant star, de Sam Weisman
- 2004 : Présentateur vedette : La Légende de Ron Burgundy, d'Adam McKay
- 2004 : Wake Up, Ron Burgundy: The Lost Movie, d'Adam McKay
- 2005 : On arrive quand ?, de Brian Levant
- 2006 : La Revanche des losers, de Dennis Dugan
- 2006 : Scary Movie 4, de David Zucker
- 2007 : Balles de feu, de Robert Ben Garant
- 2008 : Super Héros Movie, de Craig Mazin
- 2009 : Infestation, de Kyle Rankin
- 2009 : Fired Up, de Will Gluck
- 2011 : American Hot'lidays, de Phil Dornfeld
- 2011 : Alvin et les Chipmunks 3, de Mike Mitchell